# アクト県
アクト県（アクトけん）は、中華人民共和国新疆ウイグル自治区クズルス・キルギス自治州に位置する県。コングール山やカラクリ湖がある。

## 行政区画
2鎮、9郷、1民族郷を管轄：
- 鎮：アクト鎮（阿克陶鎮）、オイタグ鎮（奥依塔克鎮）
- 郷：ユジメ郷（玉麦郷）、ピラル郷（皮拉勒郷）、バリン郷（巴仁郷）、カラケチク郷（喀熱開其克郷）、ジャマルテレク郷（加馬鉄熱克郷）、モジ郷（木吉郷）、ブルンキョル郷（布倫口郷）、キズィルト郷（克孜勒陶郷）、チャルルン郷（恰爾隆郷）
- 民族郷：タル・タジク族郷（塔爾塔吉克族郷）

## 交通

### 鉄道
- 中国国家鉄路集団
  - 喀和線
    - アクト駅

### 道路

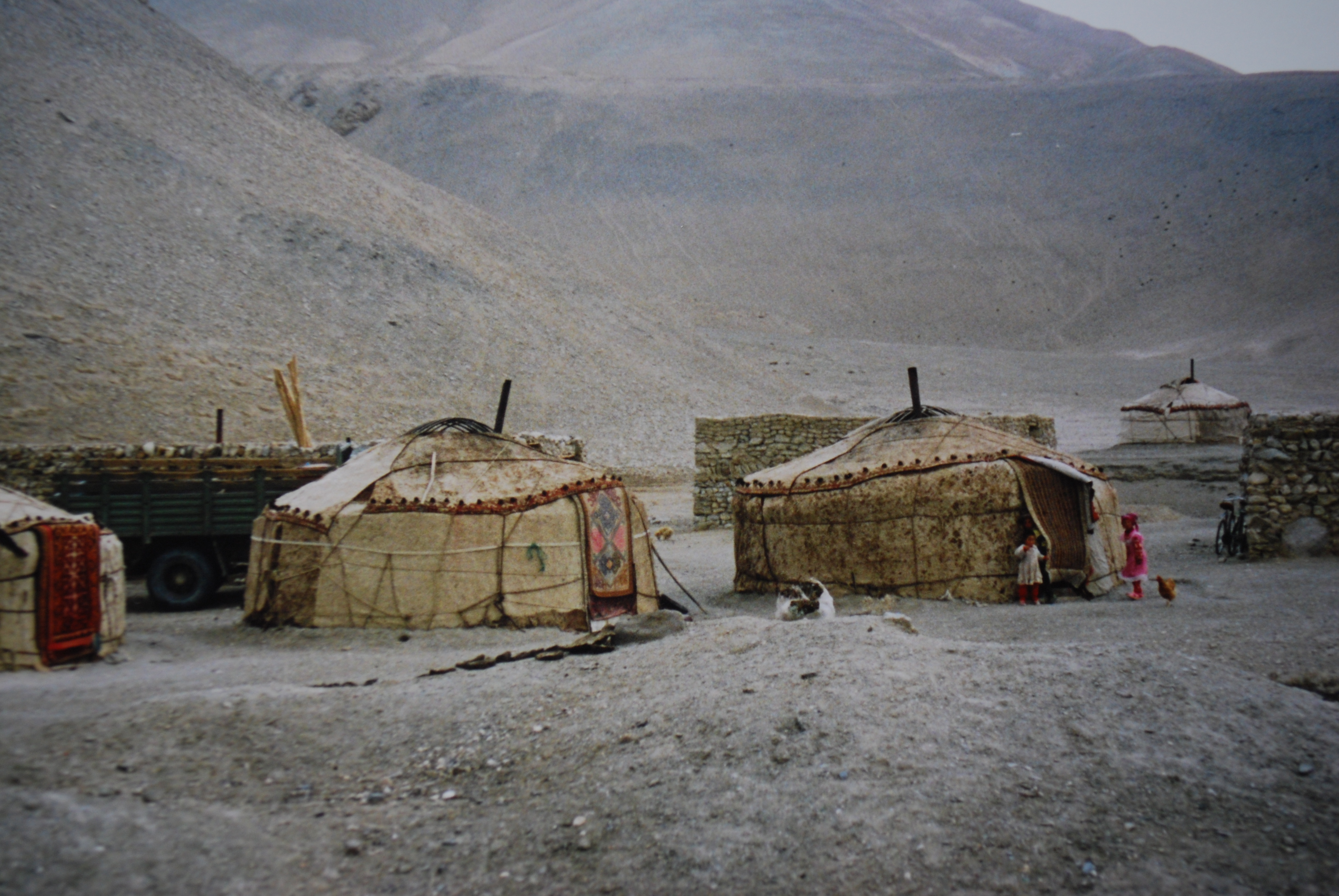
アクト県ブルンクル湖畔のキルギス族のユルト（2001年）

- 国道
  - G314国道
  - G315国道